# U-83 (1941)
U-83 — средняя подводная лодка типа VIIB нацистской Германии времён Второй мировой войны.

## История
Заказ на постройку субмарины был отдан 9 июня 1938 года. Лодка была заложена 5 октября 1939 года на верфи Флендер-Верке, Любек, под строительным номером 291, спущена на воду 9 декабря 1940 года. Лодка вошла в строй 8 февраля 1941 года под командованием оберлейтенанта Ганса-Вернера Крауса. В отличие от остальных лодок типа VIIB U-83 единственная не имела кормового торпедного аппарата, из-за этого количество торпед было сокращено до 12.

### Командиры
- 8 февраля 1941 года — 21 сентября 1942 года капитан-лейтенант Ганс-Вернер Краус (кавалер Рыцарского железного креста)
- 16 октября 1942 года — 4 марта 1943 года капитан-лейтенант Ульрих Вёриссхоффер.

### Флотилии
- 8 февраля 1941 года — 31 мая 1941 года — 1-я флотилия (учебная)
- 1 июня 1941 года — 31 декабря 1941 года — 1-я флотилия
- 1 января 1942 года — 30 апреля 1942 года — 23-я флотилия
- 1 мая 1942 года — 4 марта 1943 года — 29-я флотилия

### История службы
Лодка совершила 12 боевых походов. Потопила 5 судов суммарным водоизмещением 8 425 брт и один вспомогательный военный корабль водоизмещением 96 брт, повредила одно судно водоизмещением 2590 брт и один вспомогательный военный корабль водоизмещением 6 746 брт.
Потоплена 4 марта 1943 года к юго-востоку от Картахены, в районе с координатами 37°10′ с. ш. 00°05′ в. д., тремя глубинными бомбами с британского самолёта типа «Хадсон». 50 погибших (весь экипаж).

## Потопленные суда
| Название             | Тип                                                   | Принадлежность | Дата            | Тоннаж (БРТ) | Груз                                                | Судьба    | Место                     |
| Corte Real           | грузовое судно                                        | Португалия     | 12 октября 1941 | 2 044        | кора пробкового дерева, красители, вино, консервы   | потоплен  | 39°40′ с. ш. 11°34′ з. д. |
| HMS Ariguani (F 105) | военное судно, оснащенное катапультой для истребителя | Великобритания | 26 октября 1941 | 6 746        |                                                     | поврежден | 37°50′ с. ш. 16°10′ з. д. |
| Crista               | грузовое судно                                        | Великобритания | 17 марта 1942   | 2 590        | нефть в бочках                                      | поврежден | 32°21′ с. ш. 25°00′ в. д. |
| Esther               | парусное судно                                        | Палестина      | 8 июня 1942     | 100          |                                                     | потоплен  | 33°33′ с. ш. 35°10′ в. д. |
| Said                 | грузовое судно                                        | Египет         | 8 июня 1942     | 231          | 50-60 тонн генерального груза, состоящего из табака | потоплен  | 32°20′ с. ш. 34°39′ в. д. |
| Typhoon              | парусное судно                                        | Палестина      | 9 июня 1942     | 175          | лес                                                 | потоплен  | 33°33′ с. ш. 35°10′ в. д. |
| HMS Farouk           | судно-охотник за подводными лодками                   | Великобритания | 13 июня 1942    | 96           |                                                     | потоплен  | 34°19′ с. ш. 35°44′ в. д. |
| Princess Marguerite  | войсковой транспорт                                   | Канада         | 17 августа 1942 | 5 875        | войска (1123 человека, спаслись 1074)               | потоплен  | 32°03′ с. ш. 32°47′ в. д. |

### Атаки на лодку
28 декабря 1941 года U-83 была атакована эскортным кораблём в Средиземноморье. Из-за полученных повреждений лодка была вынуждена вернуться на базу.